# Gandamia
Gandamia é uma comuna rural do Cercle de Douentza na região Mopti do Mali. A comuna contém oito aldeias e no censo de 2009 tinha uma população de 7.215 habitantes. O chef-lieu é a pequena aldeia de Kikara.